# Paarup Sogn

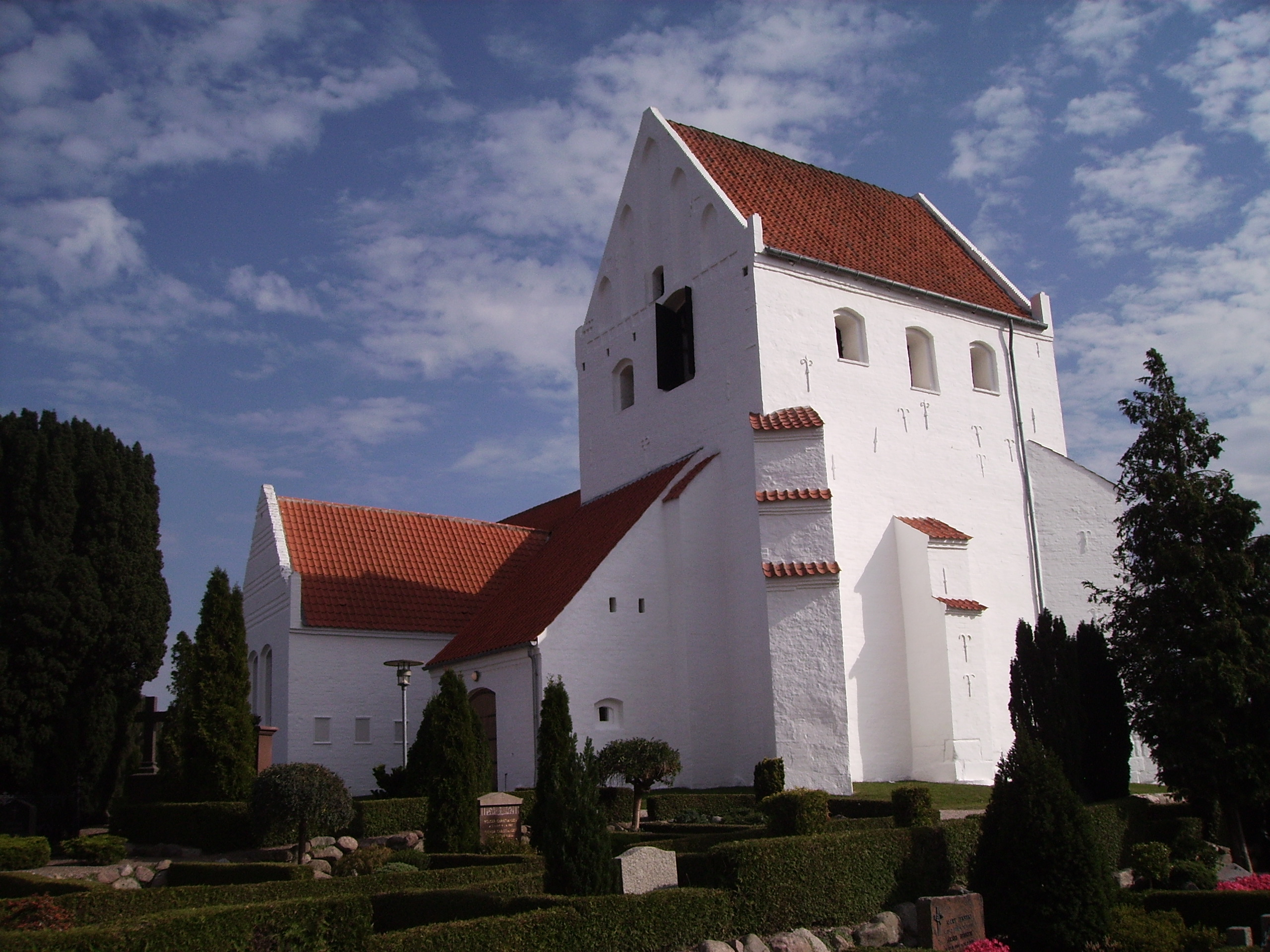
Paarup Kirke

Paarup Sogn ist eine Kirchspielsgemeinde (dän.: Sogn) im Nordwesten der Stadt Odense auf der Insel Fyn (dt.: Fünen) im südlichen Dänemark. Bis 1970 gehörte sie zur Harde Odense Herred im damaligen Odense Amt, danach zur Odense Kommune im Fyns Amt, die im Zuge der  Kommunalreform zum 1. Januar 2007 Teil der Region Syddanmark geworden ist.
Von den 182.387 Einwohnern von Odense leben 10.943 im Kirchspiel Paarup (Stand: 1. Januar 2023). Im Kirchspiel liegt die Kirche „Paarup Kirke“.
Nachbargemeinden sind im Norden Næsbyhoved-Broby Sogn, im Nordosten Næsby Sogn, im Osten Hans Tausens Sogn, im Südosten Bolbro Sogn, im Süden Sanderum Sogn, im Südwesten Ubberud Sogn und im Nordwesten Korup Sogn.